# Kýže sliz
Kýže sliz je název pátého studiového alba skupiny z Nitry Horkýže Slíže. Název kapely znamená ve slovenštině Kdeže nudle. Je to komerčně nejúspěšnější album, které proslavilo skupinu.
Album získalo platinovou desku za více než 10 tisíc prodaných kusů. Nejúspěšnější skladby z alba jsou „Vlak“, „L. A. G. song“, „Cigarety“ a „Brďokoky“.

## Seznam skladeb
1. „Intro“
2. „Malá Žužu“
3. „Jogín“
4. „Vlak“
5. „Rozmýšľali odzadu“
6. „Frankie Doparoma“
7. „Brďokoky“
8. „L.A.G. Song“
9. „Traja spití roboši“
10. „Bicie v 85-tom“
11. „Brána šoubiznisu“
12. „Denník“
13. „Ghetto“

### Bonusy
1. „Česká“
2. Večerná predcházka nemocničným parkom“
3. „Cigarety“
4. „Nebolo to zlé“